# Deep Impact (sondă spațială)
Deep Impact a fost o sondă spațială lansată de NASA, de la Cape Canaveral Air Force Station la 18:47 UTC pe 12 ianuarie 2005. Aceasta a fost proiectată să studieze compoziția interioară a cometei 9P/Tempel, prin cauzare unui impact direct pe suprafața cometei. La 05:52 UTC pe 4 iulie 2005, impactul s-a soldat cu succes, nucleul cometei fiind atins de coliziune. Impactul a excavat resturi din interiorul nucleului, formând un crater de impact. Fotografiile realizate de navă au arătat că cometa a fi compusă din mai mult praf și mai puțină gheață decât s-ar fi estimat. Impactul a generat un nor de praf neașteptat de mare și luminos, micșorând câmpul de vizualizare directă a craterului nou-format.
Misiunile spațiale anterioare către comete, cum ar fi Giotto și Stardust, au fost prevăzute doar pentru efectuarea zborurilor de survolare. Aceste misiuni au fost capabile să fotografieze și să examineze numai suprafața nucleelor cometelor, și chiar așa de la distanțe considerabile. Misiunea Deep Impact a fost prima care a excavat materialul de la suprafața unei comete, acest lucru atrăgând atenția importantelor surse mass-media, a oamenilor de știință internaționali și a astronomilor amatori.
La finalizarea misiunii sale primare, au existat propuneri pentru utilizarea în continuare a navei ce a transportat impactorul. Astfel, Deep Impact a zburat lângă Pământ la 31 decembrie 2007 în drumul său spre o misiune extinsă, desemnată EPOXI, cu un scop dublu de a studia planetele extrasolare, precum și cometa 103P/Hartley.

## Galeria impactului

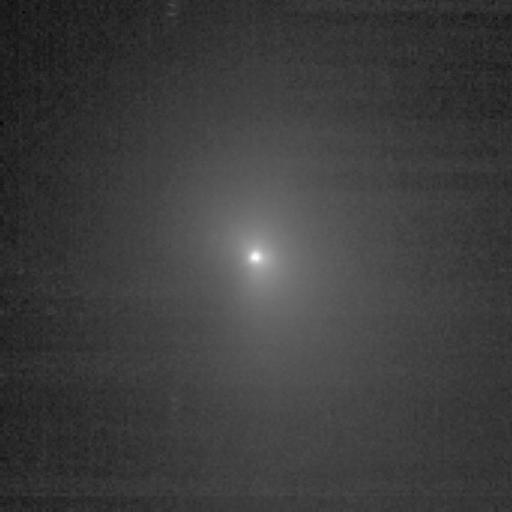
Cometa 9P/Tempel văzută de sondă la o distanță de 4.2 mln. km
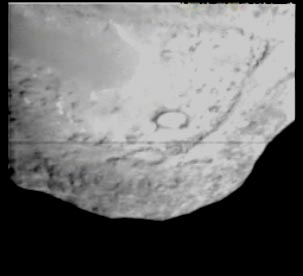
Imagine executată de Impactor la o distanță de 150 km
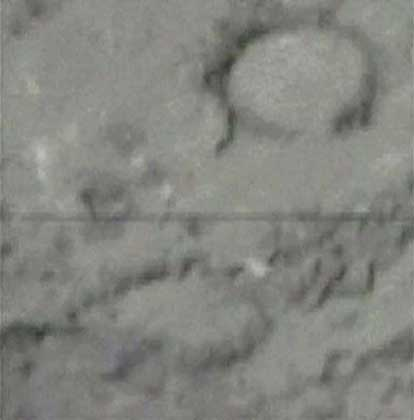
Imagine realizată cu puțin timp înainte de impact
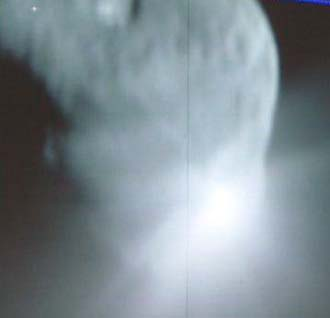
Coliziunea difuzată de NASA TV
Explozia impactului văzută de HRIV (High Resolution Instrument Visual)
Imagini video efectuate de senzorul de orientare al impactorului, (CCD Visual (ITS))

## Legături externe
- Deep Impact la JPL
- Deep Impact la NASA Arhivat în 13 iulie 2005, la Wayback Machine.
- EPOXI (Misiunea extinsă la NASA)
- Deep Impact Mission Profile Arhivat în 16 mai 2011, la Wayback Machine. by Explorarea Sistemului solar de către NASA
- Deep Impact la University of Maryland, College Park
- Deep Impact la Ball Aerospace & Technologies Corp.
- Deep Impact. Conferință de presă
- Deep Impact: Mission Science Q&A", NASA Arhivat în 11 septembrie 2005, la Wayback Machine.